# Прувансье, Мари
Мари Прувансье (фр. Marie Prouvensier, родилась 9 февраля 1994 года) — французская гандболистка, правая полусредняя французского клуба «Брест Бретань». Кавалер ордена «За заслуги» (1 декабря 2016).

## Игровая карьера

### Клубная
Воспитанница школы клуба «Серкль Дижон Бургундия», дебютировала в сезоне 2010/2011. После вылета клуба во Второй дивизион летом 2013 года продолжила выступать за команду и в 2014 году вернулась в Первый дивизион. В январе 2015 года стала лучшим игроком чемпионата Франции. С сезона 2015/2016 Мари представляет клуб «Брест Бретань».

### В сборной
В 2014 году Мари приняла участие в составе сборной Франции в чемпионате мира среди девушек до 21 года, где Франция заняла 5-е место. В сентябре 2014 года была вызвана в сборную для подготовки к матчам Золотой лиги, а первую игру провела 27 ноября 2014 года против Сербии в рамках Золотой лиги
.
Мари участвовала в чемпионате Европы 2014 года, проходившем в Венгрии и Хорватии. В первом матче она забила два гола, а Франция финишировала на 5-м месте. Позднее Мари сыграла и на чемпионате мира 2015 года в Дании, а также и на Олимпийских играх 2016 года: на Олимпиаде она заменила получившую травму Бландан Дансет и с командой дошла до финала, получив серебряные медали.

## Достижения

### Клубные
- Чемпионка Второго дивизиона Франции: 2014, 2016
- Обладатель Кубка Франции: 2018
- Финалистка Кубка Франции: 2013

### В сборной
- Серебряный призёр летних Олимпийских игр: 2016

## Награды и звания
30 ноября 2016 года было присвоено звание кавалера ордена «За заслуги».